# Charles Armand Étienne Thomas
Charles Armand Étienne Thomas, né le 30 janvier 1857 à Paris et mort le 5 avril 1892  dans cette même ville, est un peintre français.

## Biographie
Charles Armand Étienne Thomas est le fils de Simon Charles Thomas et de Anne Désirée Lebel.
Il épouse Aline Lacombe.
Peintre de genre, de paysage, de fleurs, il est élève de Victor Leclaire, et débute au Salon en 1878, devient ensuite membre du Salon des artistes français, et y expose régulièrement jusqu'en 1891. 
En 1886, il obtient une médaille de 3e classe.
Thomas est mort à son domicile parisien de la rue de La Rochefoucauld à l'âge de 35 ans. L'année de sa mort, en 1892, le Salon montre à titre posthume une nature morte et un paysage maritime inspiré de Honfleur.

## Collections publiques
- Le Havre, Musée d'art moderne André-Malraux : Veille de fête à l'atelier, huile sur toile, Salon de 1886, achat de la ville[4].
- Musée d'Arts de Nantes : Le Cellier du père Jacquemin, huile sur toile[5].
- Musée des beaux-arts de Reims : Attelage de chiens, huile sur toile[6].